# 8813 Leviathan
8813 Leviathan este o planetă minoră (asteroid), cu un diametru de 16,403 km, din centura de asteroizi. A fost descoperită pe 29 noiembrie 1983 la Stația Anderson Mesa de Edward L. G. Bowell și a fost numită după Leviathan of Parsonstown⁠(d). 
Obiectul prezintă o orbită caracterizată de o semiaxă mare de 3,1607023 UAi, o excentricitate de 0,32, o înclinație de 21,09212 ° în raport cu ecliptica.